# Kerkhof van Béhencourt
Het kerkhof van Béhencourt is een begraafplaats gelegen bij de Église Saint-Martin in de plaats Béhencourt in het Franse departement Somme.

## Militair graven
De begraafplaats telt 3 geïdentificeerde Britse graven uit de Eerste Wereldoorlog die worden onderhouden door de Commonwealth War Graves Commission, die de begraafplaats heeft ingestreven als Behencourt Churchyard.